# Ludwig Hörmann
Ludwig Hörmann (né le 6 septembre 1918 à Munich et mort le 19 juin 2001 à Munich) est un ancien coureur cycliste allemand.

## Biographie
Troisième du championnat du monde sur route de 1952, il a été Champion d'Allemagne sur route amateur en 1939 et 1942, et professionnel en 1951, champion d'Allemagne de poursuite par équipes en 1944, de l'américaine en 1951 et 1954, et de poursuite individuelle en 1953. Son frère Hans a également été cycliste professionnel.

## Palmarès sur route
- 1939
  -  Champion d'Allemagne sur route amateurs
- 1942
  -  Champion d'Allemagne sur route amateurs
- 1946
  - 3e du championnat d'Allemagne sur route
- 1950
  - 3e du championnat d'Allemagne sur route
- 1951
  -  Champion d'Allemagne sur route
  - 14e étape du Tour d'Allemagne
- 1952
  -  Champion d'Allemagne sur route
  -  3e du championnat du monde sur route
- 1953
  - 4e étape du Tour du Sud-Est
  - 3e du Grand Prix de Suisse (contre-la-montre)

## Palmarès sur piste

### Six Jours
- 1949
  - 3e des Six Jours de Berlin
- 1950
  - 2e des Six jours de Munich
  - 3e des Six jours de Berlin
  - 3e des Six jours de Münster
- 1951
  - Six jours de Francfort
  - Six jours de Hanovre
  - 2e des Six jours de Münster
- 1952
  - Six jours de Munich
- 1954
  - Six jours de Munich
  - Six jours de Münster

### Championnats d'Allemagne
- 1942
  - 2e de la poursuite par équipes
- 1944
  -  Champion d'Allemagne de poursuite par équipes
- 1949
  - 3e de l'américaine
- 1950
  - 2e de l'américaine
- 1951
  -  Champion d'Allemagne de l'américaine
- 1953
  -  Champion d'Allemagne de poursuite
- 1954
  -  Champion d'Allemagne de l'américaine
  - 2e du demi-fond